# Szabó Ferenc (labdarúgó, 1921)
Szabó Ferenc (Alsóújlak, 1921. február 28. – Budapest, 2009. március 12.) válogatott labdarúgó, hátvéd és csatár.

## Pályafutása

### Klubcsapatban
1946 és 1952 között a Ferencvárosban összesen 199 mérkőzésen szerepelt (144 bajnoki, 37 nemzetközi, 18 hazai díjmérkőzés) és 49 gólt szerzett (25 bajnoki, 24 egyéb). Az 1948–49-es idényben a bajnokcsapat tagja volt.

### A válogatottban
1948-ban egy alkalommal szerepelt a válogatottban.

## Sikerei, díjai
- Magyar bajnokság
  - bajnok: 1948–49
  - 2.: 1949–50
  - 3.: 1947–48

## Statisztika

### Mérkőzése a válogatottban
| Magyarország | Magyarország    | Magyarország                 | Magyarország | Magyarország | Magyarország | Magyarország | Magyarország | Magyarország |
| #            | Dátum           | Helyszín                     | Hazai        | Eredmény     | Vendég       | Kiírás       | Gólok        | Esemény      |
| ------------ | --------------- | ---------------------------- | ------------ | ------------ | ------------ | ------------ | ------------ | ------------ |
| 1.           | 1948. május 23. | Tirana, Qernal Stafa-stadion | Albánia      | 0 – 0        | Magyarország | Balkán-kupa  | -            | 50'          |
|              | Összesen        |                              |              | 1            | mérkőzés     |              | 0            | gól          |